# Projekt 1174
Projekt 1174 (Beiname russisch Носорог Nossorog, deutsch ‚Nashorn‘; NATO-Bezeichnung: englisch Ivan Rogov class) war eine Klasse großer Landungs- und Dockschiffe der Sowjetunion, die während des Kalten Krieges entwickelt wurde.

## Verwendung

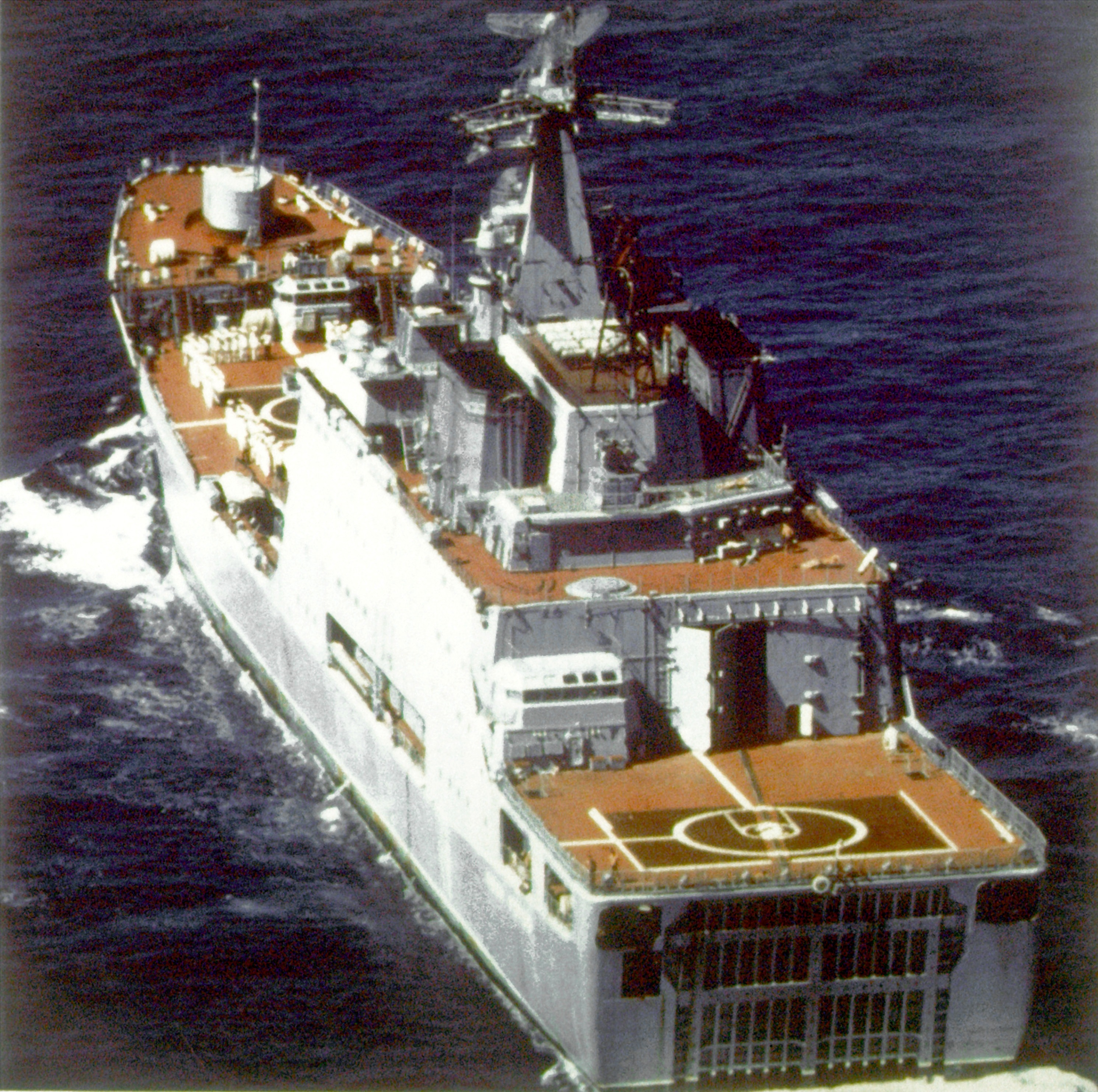
Hubschrauberlandeplattform und geöffneter Hangartür am Aufbau, darunter die hintere Laderampe am Rumpf

Die amphibischen Dockschiffe des Projekts 1174 boten Unterbringungsmöglichkeiten für entweder ein verstärktes Bataillon der Marineinfanterie (bis zu 500 Mann, deren Schützenpanzer sowie zehn PT-76-Schwimmpanzer) oder ein Panzerbataillon der sowjetischen Marineinfanterie. Jedes Schiff führte bis zu vier Kamow Ka-25- oder Ka-29-Kampf- und Transporthubschrauber in einem Hangar im Innern der Hauptaufbauten mit, der vorne und hinten Landeplattformen besaß, mit Zugang von vorne über eine Rampe und von hinten über die großen Hangartore. Es gab auch eine Bugrampe zwischen nach außen zu öffnenden Toren, die zur Benutzung durch amphibische Fahrzeuge vorgesehen war. Am Heck befand sich ein flutbarer Dockschacht. Dieser hatte eine Länge von 79 Metern und war beim Dockschachttor 13 Meter breit. Es konnten drei Luftkissenboote des Projekts 1206 (Lebed-Klasse) oder Landungsboote des Projekts 1176 aufgenommen werden.

## Bewaffnung
Die Bewaffnung war auf die Flugabwehr ausgerichtet, wobei vier Starter für Strela-3-Raketen und die vier 30-mm-AK-630-Kanonen Kurzstreckenabwehr erlaubten, während ein 4K33-Osa-M-Doppelstarter auf dem Deck vor dem Deckaufbau zur Abwehr von Flugzielen in mittlerer Entfernung ausgelegt war. Der 122-mm-Grad-M-Raketenwerfer konnte Feuerschutz für eine amphibische Landung geben. Der 76-mm-L/59-AK-726-Geschützturm konnte See- und Landziele in mittleren Entfernungen beschießen.

## Zuladung

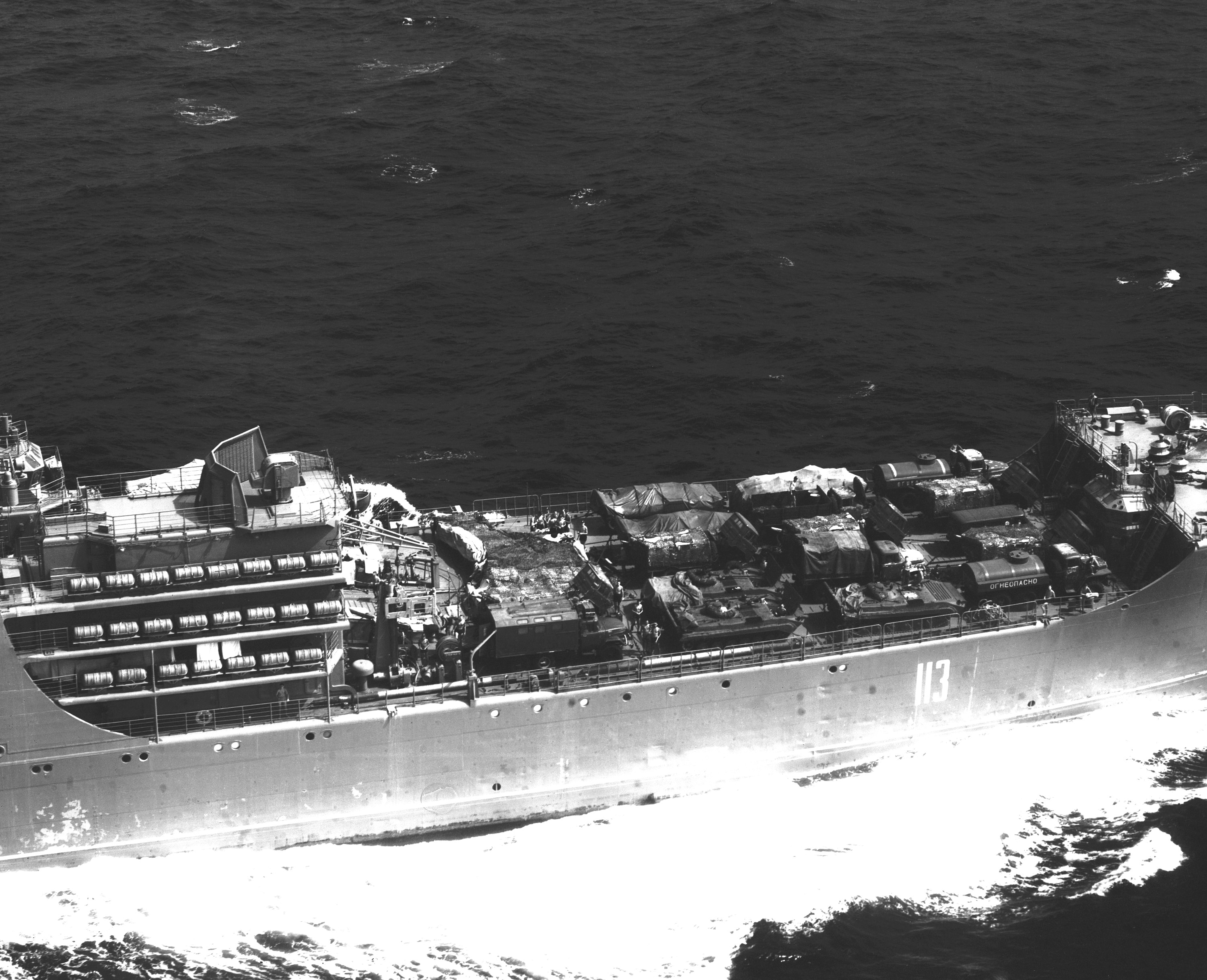
Lkw, Pkw und BMP-1-Schützenpanzer auf dem Oberdeck der Iwan Rogow (1986)

- 57 Kampfpanzer oder
- 80 Schützenpanzer und 140 Soldaten[1]
- 120 Lkw/Pkw[1]
- 500 Soldaten[1]

## Einheiten
| Name                                      | Bauwerft            | Kiellegung     | Stapellauf   | Indienststellung   | Außerdienststellung |
| ----------------------------------------- | ------------------- | -------------- | ------------ | ------------------ | ------------------- |
| Iwan Rogow (Иван Рогов)                   | Jantar, Kaliningrad | September 1973 | 31. Mai 1977 | 15. Juni 1978      | 1996                |
| Aleksander Nikolajew (Александр Николаев) | Jantar, Kaliningrad | März 1976      | 1982         | 30. Dezember 1982  | 1997                |
| Mitrofan Moskalenko (Митрофан Москаленко) | Jantar, Kaliningrad | Mai 1984       | 1988         | 23. September 1990 | 2012                |